# Jewgienija Czasownikowa
Jewgienija Lwowna Czasownikowa, ros. Евгения Львовна Часовникова (ur. 15 maja 1981 w Saratowie) – rosyjska szachistka, arcymistrzyni od 2009 roku.

## Kariera szachowa
W latach 1992–2000 wielokrotnie reprezentowała Rosję na mistrzostwach świata i Europy juniorek w różnych kategoriach wiekowych, zdobywając dwa medale: złoty (Bratysława 1993 – MŚ do 12 lat) oraz brązowy (Tallinn 1997 – ME do 16 lat). W 2002 r. zwyciężyła (wspólnie z Tatianą Kononenko i Jekatieriną Ubijennych) w międzynarodowym turnieju w Sierpuchowie, zdobywając pierwszą normę na tytuł arcymistrzyni. W 2005 r. zajęła II  m. (za Walentiną Gołubienko) w memoriale Jelizawiety Bykowej we Włodzimierzu nad Klaźmą, natomiast podczas otwartego turnieju w Pardubicach wypełniła drugą arcymistrzowską normę. W 2007 r. podzieliła I m. w turnieju open w Albacete, natomiast w 2008 r. zwyciężyła (wspólnie z Jeleną Fatalibekową i Anastazją Bodnaruk) w finale mistrzostw Moskwy, ponownie podzieliła I m. w Albacete, a w Pardubicach wypełniła trzecią i ostatnią arcymistrzowską normę.
Najwyższy ranking w karierze osiągnęła 1 października 2008 r., z wynikiem 2338 punktów zajmowała wówczas 28. miejsce wśród rosyjskich szachistek.